# 钱惠丽
钱惠丽（1963年4月—），女，浙江诸暨人，中国越剧演员，一级演员，擅长小生。

## 生平
1979年，进入诸暨越剧团。
1988年，进入上海越剧院。

## 艺术成就
钱惠丽在越剧方面擅长小生，继承徐玉兰的徐派艺术，独具特色。

## 艺术作品

### 越剧
《红楼梦》、《西厢记》、《追鱼》、《紫玉钗》、《真假驸马》、《断指记》、《舞台姐妹》、《韩非子》

### 电视剧
越剧电视剧《孔雀东南飞》
越剧电视剧《蝴蝶梦》

## 荣誉
- 获得第十七届中国戏剧“梅花奖”(中国戏曲最高奖)
- 越剧电视剧《孔雀东南飞》获得金鹰奖
- 越剧电视剧《蝴蝶梦》获得飞天奖